# Neanurme
Neanurme est un village de la commune de Põltsamaa du comté de Jõgeva en Estonie.
Au 31 décembre 2011, il compte 105 habitants.